# Élections sénatoriales françaises de 1965
Des élections sénatoriales  se sont déroulées le 26 septembre 1965. Elles ont eu pour but de renouveler la série B (soit un tiers) du Sénat.

## Composition du Sénat après renouvellement

### Sièges par groupe
|                        |                                                                     |        |  |  |  |  |
| Groupes parlementaires | Groupes parlementaires                                              | Sièges |  |  |  |  |
|                        | Groupe des Républicains indépendants (RI)                           | 60     |  |  |  |  |
|                        | Groupe socialiste (SOC)                                             | 52     |  |  |  |  |
|                        | Groupe de la Gauche démocratique (GD)                               | 50     |  |  |  |  |
|                        | Groupe des Républicains Populaires et du Centre Démocratique (RPCD) | 38     |  |  |  |  |
|                        | Groupe de l'Union pour la nouvelle République (UNR)                 | 30     |  |  |  |  |
|                        | Groupe du Centre républicain d'action rurale et sociale (CRARS)     | 19     |  |  |  |  |
|                        | Groupe communiste (COM)                                             | 14     |  |  |  |  |
|                        | Non-inscrits                                                        | 11     |  |  |  |  |
|                        |                                                                     |        |  |  |  |  |
| Total                  | Total                                                               | 274    |  |  |  |  |

## Présidence du Sénat
Le 2 octobre 1965, les sénateurs réélisent Gaston Monnerville (GD) à la présidence du Sénat.
| Candidat             | Candidat             | Département d’élection | Parti                | Voix | %     |
| -------------------- | -------------------- | ---------------------- | -------------------- | ---- | ----- |
|                      | Gaston Monnerville   | Lot                    | GD                   | 127  | 50,80 |
|                      | Georges Portmann     | Gironde                | RI                   | 81   | 32,40 |
|                      | Divers               |                        |                      | 42   | 16,80 |
|                      |                      |                        |                      |      |       |
| Votes exprimés       | Votes exprimés       | Votes exprimés         | Votes exprimés       | 250  | 97,28 |
| Votes blancs ou nuls | Votes blancs ou nuls | Votes blancs ou nuls   | Votes blancs ou nuls | 7    | 2,72  |
| Votants              | Votants              | Votants                | Votants              | 257  | 100   |